# Eumesosoma roeweri
Eumesosoma roeweri is een hooiwagen uit de familie Sclerosomatidae.